# عدم تحمل
عدم تحمل (به انگلیسی: Zero Tolerance) فیلمی که در تاریخ ۲۰۱۵ منتشر شد.

## داستان
داستان فیلم در مورد دو فرد و دوست نظامی، جانی و دوستش کارآگاهش پیتر می‌باشد که تمام شهر بانکوک را برای یافتن قاتلان دختر زیبای جانی جستجو می‌کنند تا انتقام بگیرند و آنها را به بدترین نحوه بکشد…

## بازیگران
- اسکات ادکینز